# Andrzej Żuławski
Andrzej Żuławski (polska: [ˈandʐɛj ʐuˈwafskʲi]), född 22 november 1940 i Lwów i dåvarande Polen, död 17 februari 2016 i Warszawa, var en polsk filmregissör och författare.
Han läste filosofi vid Paris universitet och utbildade sig vid den franska filmskolan IDHEC. Han arbetade som regiassistent åt Andrzej Wajda och skrev filmkritik innan han långfilmsdebuterade som regissör 1971. Han utmärkte sig med stilistiskt vidlyftiga filmer som utforskar våld, sexualitet och mänsklig förtvivlan. Han var verksam både i den polska och franska filmindustrin.
För sin film Diabeł ("Djävulen"), en travesti på exploateringsgenrer och skräckgotik, färdig 1972 men släppt först 1988, blev han fängslad av Polens kommunistmyndigheter. Na srebrnym globie ("På silverklotet") spelades också in på 1970-talet och hade premiär först 1988 på grund av myndighetsproblem. Filmen, som bygger på en roman av Żuławskis gammelfarbror Jerzy Żuławski, brukar räknas som Polens första science fiction-film, men ogillades av politiker som ansåg att den utgjorde en kritisk allegori mot kommunismen. Possession från 1981, om en kvinna som är gift med en spion och börjar bete sig irrationellt, spelades in i Berlin och gav Isabelle Adjani priset för bästa kvinnliga skådespelare vid filmfestivalen i Cannes.

## Filmregi
- Pavoncello (1967)
- Pieśń triumfującej miłości (1967)
- Trzecia część nocy (1971)
- Diabeł (1972, släppt 1988)
- L'important c'est d'aimer (1976)
- Possession (1981)
- La femme publique (1984)
- L'amour braque (1985)
- Na srebrnym globie (1988)
- Boris Godunov (1989)
- Mes nuits sont plus belles que vos jours (1989)
- La note bleue (1990)
- Szamanka (1996)
- La fidelite (2000)
- Kosmos (2015)